# Omar Pouso
Omar Heber Pouso Osores (Montevideo, 28 febbraio 1980) è un ex calciatore uruguaiano, di ruolo centrocampista.

## Carriera

### Club
Dopo aver giocato in patria con Danubio e Peñarol, viene ceduto in prestito al Charlton Athletic, con cui conta una presenza.

### Nazionale
Conta 15 presenze ed una rete con la Nazionale uruguaiana.

## Palmarès
- Campionato paraguaiano: 2

Libertad: 2007 (C), 2010 (A)